# Rosalind Franklin
Rosalind Elsie Franklin, född 25 juli 1920 i Notting Hill i London, död 16 april 1958 i Chelsea i London, var en brittisk kemist, känd för sina studier av kristaller och molekylers struktur.
Franklin är främst känd för sina bidrag till bestämmandet av DNA-molekylens uppbyggnad, särskilt röntgendiffraktionsstudier som påvisade DNA:s dubbelhelix-struktur.
Utöver arbetet med DNA ledde Franklin arbetet med att bestämma den molekylära strukturen hos virus på Birkbeck University. Detta arbete fortsattes av hennes kollega Aaron Klug, vilket ledde till att han senare fick ett Nobelpris i kemi 1982.

## Biografi
Rosalind Franklin föddes i London men bodde flera år av sitt liv i Paris där hon studerade kristaller. 1951 flyttade hon tillbaka till London för att analysera DNA-molekyler vid King's College i London.

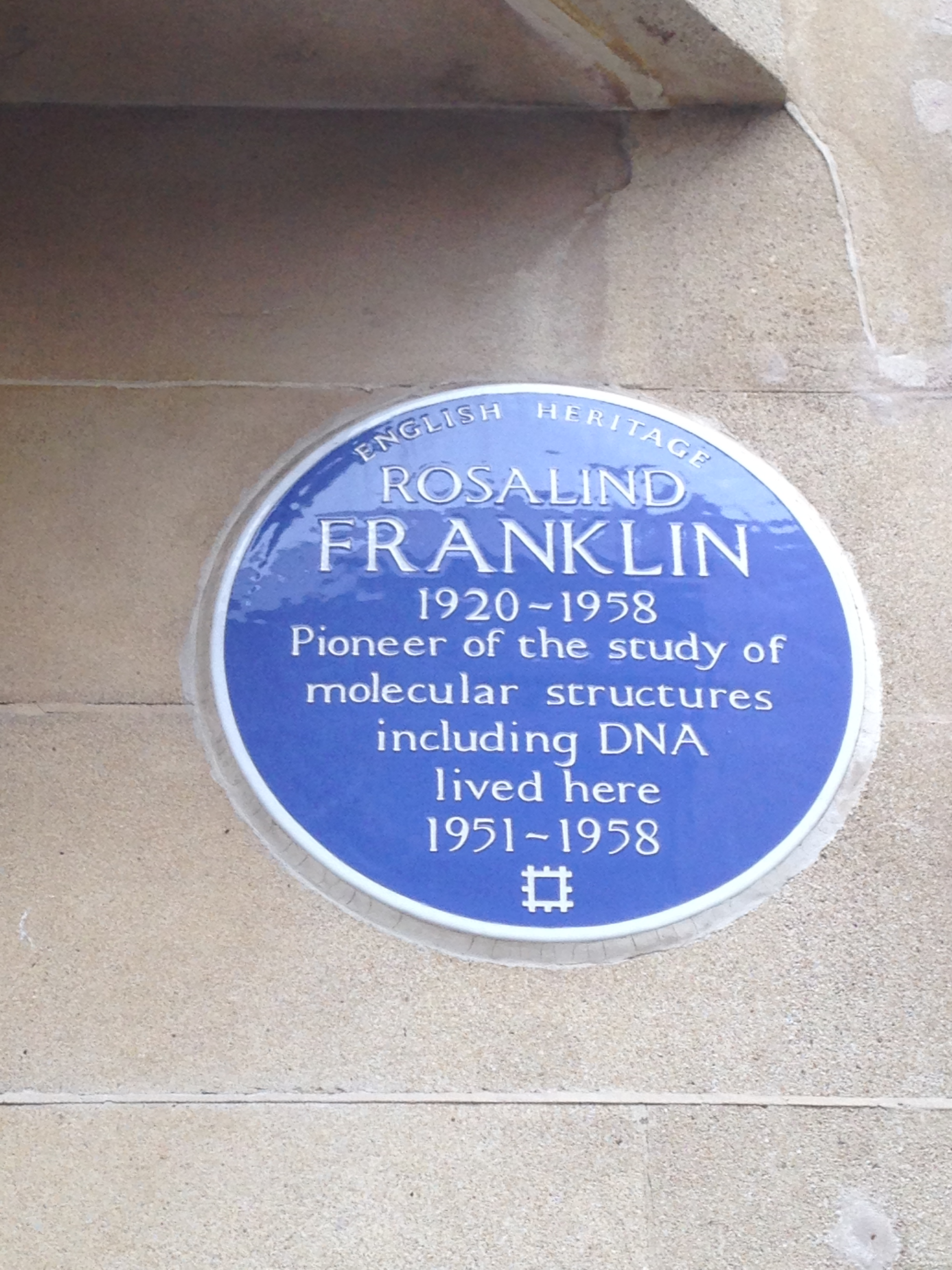
Minnesplaketten på husväggen utanför Franklins bostad.

### Familj
Franklin var dotter till Ellis Arthur Franklin (1894–1964), en politiskt liberal handelsbankman i London som arbetade som lärare i stadens Working Men's College. Hennes mor var Murial Frances Waley (1894–1976). Rosalind var den äldsta dottern och det andra barnet av de fem i familjen. David (född 1919) var det äldsta syskonet. Colin (född 1923), Roland (född 1926) och Jenifer (född 1929) var hennes yngre syskon. 

## Karriär och forskning

### Paris
När andra världskriget slutade 1945 fick Franklin anställning som forskare i en grupp ledd av Jacques Mering vid Laboratorie Central des Services Chimiques de l’État i Paris []. Mering jobbade med röntgenkristallografi och använde röntgendiffraktion för att studera amorfa ämnen t.ex. viskos. Han lärde Franklin tekniken och hon applicerade den då på studier av kol och material innehållande kol, framför allt studerade hon förändringar som sker i atomsammansättning när grafit bildas. Resultatet av hennes forskning var flera publikationer som idag är grundläggande kunskap kring fysiken och kemin hos kol. 

### King's College London
1950 blev Franklin erbjuden en tjänst på King’s College London och började 1951 som forskningsassistent handledd av John Randall []. Hon började med att titta på röntgendiffraktion av proteiner och lipider i lösning men eftersom hon var den enda på King’s college med experimentell erfarenhet av diffraktion blev hon omplacerad att i stället arbeta med DNA-fibrer, ett område med sett snabb utveckling. Franklin blir tilldelad en bit av Signer DNA (ett högrenat DNA-prov preparerat av Rudolf Signer). Detta skedde via otydlig kommunikation från Randall vilket har uppmärksammats på senare tid och lett till kontroverser (se nedan). Med DNA-provet kan Franklin använda sin expertis inom röntgendiffraktion och erfarenhet av fysikalisk kemi som bidrar till att hon lyckas ta fram röntgenbilder med mycket hög kvalité och som är betydligt bättre än tidigare försök. Med bilderna som grund kunde Franklin direkt dra slutsatser kring DNA-molekylens uppbyggnad. Hon såg att molekylen kunde existera i två lägen, i hög luftfuktighet (>75 %) var den lång och smal (vått DNA) och i torrare miljöer kort och tjock (kristallint DNA).  Hon såg att den kristallina molekylen måste vara formad som en spiral (helix) och en direkt påföljd av det var att fosfatgrupperna som är lokaliserade på utsidan av DNA-kedjan upptäcktes. Dock kunde inte Franklin fastslå antalet kedjor som DNA-molekylen byggs upp av.  

### Birkbeck College
Franklin lämnade King’s Collge London för Birkbeck College år 1953, rekryterad av John Desmond Bernal som var känd för att främja kvinnliga kristallografer. Bernal försökte stoppa Franklins intresse för nukleinsyror men trots det publicerade hon tillsammans med Raymond Gosling, som hon varit handledare för vid King’s Collge, en artikel i Nature där de presenterar de första bevisen på att DNA-molekylen är uppbyggd som en dubbelhelix.
I slutet av 1954 säkrar Bernal finansiering för Franklin som möjliggör att hon kan börja arbeta som senior forskare med sin egen forskargrupp. Hon började forska på RNA och började ett samarbete med Aaron Klug. Detta ledde till studier av RNA-virus och efter ett besök på University of California, Berkeley, började Franklins forskargrupp att fokusera på polioviruset. Hennes forskningsbidrag för var det största som dittills hade blivit godkänd på Birkbeck och sträckte sig över tre år.  
Efter Franklins död tog Klug över hennes roll som gruppledare och blev senare tilldelad Nobelpriset i kemi.

## Kontroverser
Det har uppstått ett par kontroverser angående Rosalind Franklin efter hennes död.

### Påstådd sexism mot Franklin
Anne Sayre, Franklins vän, skriver i sin bok 1975 , Rosalind Franklin and DNA: "Under 1951 ... King's College London, var inte känt för dess välkomnande gentemot kvinnor ... Rosalind ... var inte van med purdah [ett religiöst och socialt mönster av kvinnlig uteslutning]  ... det fanns en till kvinna inom laboratoriepersonalen". 
Sayre skriver även att "medan den manliga personalen på King's College London åt lunch i en stor och komfortabel matsal" så fick alla kvinnor "luncha i studenternas utrymmen eller utanför lokalerna".  Francis Crick skrev att "hennes kolleger behandlade alla manliga och kvinnliga forskare likadant".
Sexism sägs genomsyra memoarerna från en vän, James Watson, i hans bok The Double Helix, som publicerades 10 år efter Franklins död och efter att Watson hade återvänt från Cambridge till Harvard. Hans kollega från Cambridge, Peter Pauling, skrev i ett brev, "det är meningen att Morris Wilkins ska utföra detta arbete, Franklin är bevisligen en stolle." Crick håller med senare, "Jag är rädd att vi brukade använda oss av en ganska nedvärderande attityd mot henne."
Franklins brev till sina föräldrar i januari 1939 används ofta som ett exempel på hennes egna fördomsfulla attityd och faktumet att "hon inte var immun mot den starka sexismen i dessa cirklar". I brevet skrev Franklin att en föreläsare var "väldigt bra, dock kvinna".

### Nobelpriset
Upptäckten av dubbelhelixen av DNA ledde till ett Nobelpris i medicin 1962, för James Watson, Francis Crick and Maurice Wilkins. Vid den tiden hade Franklin dött i cancer och fick inte erkännandet av sitt bidrag till upptäckten trots att hennes arbete med diffraktionsmönstret av DNA spelade en avgörande roll för upptäckten av dess struktur.
På King's College stötte hon på Maurice Wilkins. Wilkins studerade i en annan grupp och jobbade med ett annat projekt, fast både han och Franklin arbetade med DNA. Wilkins var på semester då Franklin fick i uppdrag att fastslå DNA-molekylens uppbyggnad och när han kom hem missförstod han Rosalind Franklins roll i det hela och trodde att hon hade fått i arbete att assistera honom i hans studier. Trots en viss stelhet mellan de båda jobbade Franklin hårt och röntgendiffraktions-bilderna som hon tog av DNA blev av J.D. Bernal kallade "de vackraste röntgendiffraktionsbilderna som någonsin blivit tagna av något ämne".
Maurice Wilkins visade dessa bilder, utan Franklins vetskap, för Francis Crick och James Watson och med hjälp av information från Rosalind Franklins röntgendiffraktions-bilder lyckades de finna en modell av en DNA-molekyl som stämde med alla kända fakta. De skyndade sig att publicera sina idéer innan Franklin själv hade offentliggjort några av sina resultat.
Det har efteråt blivit en kontroversiell fråga hur mycket Watson och Crick varit beroende av Franklins data för att komma fram till sin modell, och många har anklagat dem för att inte ge henne tillräckligt erkännande för hennes betydelse i upptäckten av DNA-molekylens struktur. Mest omdebatterat är det faktum att Wilkins tydligen visat Franklins bilder för Watson och Crick när Franklin inte själv var närvarande. Wilkins, Watson och Crick fick nobelpriset i medicin 1962 för sina upptäckter. Vid denna tidpunkt hade Franklin avlidit i cancer vid en ålder av endast 37 år.
Många har ansett att Franklins arbete bordet ha belönats med ett nobelpris, däribland även Watson själv. Då Nobelpriset gavs efter Franklins död kunde hon inte tilldelas priset på grund av nobelprisets regler. År 2008 blev arkiv vid Karolinska Institutet tillgängliga vilka visade att Franklin aldrig nominerats som nobelpristagare även då hon levde.
Även Aaron Klug, Franklins kollega på Birkbeck vann ett Nobelpris i kemi 1982 baserat på forskning som Franklin påbörjat och introducerat för Klug. Sannolikt skulle Franklin delat detta pris med Klug om hon fortfarande varit vid liv. 

## Minnen och eftermäle
2008 var det 50 år sedan Rosalind Franklin avled. Samtidigt som den 50-åriga sekretesstiden för alla Nobelprisnomineringar under Franklins livstid löpt ut, kunde man konstatera att ingen någon gång nominerat Franklin till något Nobelpris. Franklin har dock på senare år, via ett stort antal namngivningar och minnesmärken, postumt blivit en av de mer kända av 1900-talets forskare. Nedan listas ett litet urval av dessa uppmärksammanden.
- 1992 – English Heritage satte upp en blå minnesplakett utanför Franklins tidigare bostad i Drayton Gardens i London.[22]
- 1995 – Newnham College i Cambridge namngav en av deras studentbostadsfastigheter som Rosalind Franklin Building, och en byst av henne placerades i trädgården utanför.[23]
- 1997 – En nyupptäckt asteroid fick namnet 9241 Rosfranklin.[24]
- 1998 – National Portrait Gallery i London placerade Franklins porträtt vid sidan av de befintliga porträtten av nobelpristagarna Crick, Watson och Wilkins.[25]
- 2001 – USA:s National Cancer Institute instiftade Rosalind E. Franklin Award till förmån för kvinnor inblandade i cancerforskning.[26]
- 2003 – Royal Society instiftade Rosalind Franklin Award för enastående insatser inom olika naturvetenskapliga områden.[27]
- 2005 – DNA-skulpturen utanför Clare College vid minnesgården på Cambridge kompletterades med frasen "The double helix model was supported by the work of Rosalind Franklin and Maurice Wilkins."[28]
- 2011 – Teaterpjäsen Photograph 51, med Franklins forskning och personlighet i centrum, publicerades. 2015 sattes den upp på Noel Coward Theatre i London, med Nicole Kidman i rollen som Franklin.[29]
- 2019 - Franklins gymnasium i Mölndal.